# Hélène Laporte
Hélène Laporte (ur. 29  grudnia 1978 w Villeneuve-sur-Lot) – francuska polityk i samorządowiec, posłanka do Parlamentu Europejskiego IX kadencji, deputowana krajowa.

## Życiorys
Absolwentka prawa i ekonomii, specjalizowała się w zarządzaniu majątkiem i finansami. Przez kilkanaście lat pracowała w sektorze bankowym jako doradca i analityk
W 1997 wstąpiła do Frontu Narodowego (w 2018 przekształconego w Zjednoczenie Narodowe). W 2015 została wybrana do rady regionu Nowa Akwitania. Później weszła w skład biura krajowego swojej partii, a także stanęła na czele jej struktur w departamencie Lot i Garonna. W 2019 otrzymała drugie miejsce na liście RN w wyborach europejskich. W wyniku głosowania z maja 2019 uzyskała mandat eurodeputowanej IX kadencji. W 2022 została natomiast wybrana w skład Zgromadzenia Narodowego (reelekcja w 2024).